# DZBB-AM
DZBB-AM som är känd som GMA Super Radyo DZBB 594 är en filippinsk AM-radiostation som ägs och drivs av GMA Network. Den lanserades den 1 mars 1950. Dess studior finns i GMA Network Center i Diliman, Quezon City, medan dess sändare finns i Obando, Bulacan.
Super Radyo DZBB har för närvarande sin position som AM-radiostationen nummer ett i Metro Manila, enligt Nielsen Radio Audience Measurement-undersökning som genomfördes i juni 2023.